# Фишбах (замок)
Фишбах (люкс. Schlass Fëschbech; фр. Château de Fischbach; нем. Schloss Fischbach) — замок в Люксембурге. Расположен недалеко от города Фишбах в центральной части Люксембурга.
Одна из герцогских резиденций.

## История
У Фишбаха самая длинная история среди всех замков Люксембурга. Аббатство Эхтернах, самое богатое учреждение в Люксембурге на протяжении столетий, было первым владельцем поместья Фишбах. Согласно историческим записям, первый независимый от церкви сеньор вступил во владение замком в 1050 году. Замок был несколько раз перестроен, в том числе после полного разрушения в 1635 году во время Тридцатилетней войны .
Во второй четверти XIX века владельцем замка являлся промышленник и металлург Огюст Гарнье, который превратил поместье в промышленный центр, построив там доменные печи. Великий герцог Виллем II был первым главой государства, владевшим замком; он приобрёл его в 1847 году, чтобы укрепить политический контроль над Люксембургом и утихомирить местное население после Бельгийской революции. Он незамедлительно приказал снести доменные печи Гарнье.
В 1884 году герцог Адольф Нассауский, приобрёл замок Фишбах у Великого герцога Виллема III. Адольф стал Великим герцогом Люксембургским в 1890 году, когда закончилась личная уния Нидерландов и Люксембурга .
Во время нацистской оккупации во Вторую мировую войну Фишбах служил домом отдыха для немецких художников и назывался Künstlerheim Fischbach. Несмотря на это, Фишбах не избежал разграбления произведений искусства и исторических артефактов, которое постигло другие дворцы в Люксембурге. Однако, в отличие от других дворцов, он не был перестроен или частично снесён нацистами, что сделало его пригодным для проживания Великой герцогини Шарлотты после её возвращения из изгнания.
Из-за непригодности других королевских дворцов Шарлотта после войны продолжала жить в Фишбахе. Замок настолько ей приглянулся, что даже после полной реставрации замка Берг и Дворца великих герцогов, Великая герцогиня продолжала жить здесь до конца своего правления. Даже после отречения от престола в 1964 году, Шарлотта оставалась в Фишбахе до самой своей смерти в 1985 году. Через два года после смерти Шарлотты принц Анри и принцесса Мария Тереза переехали в замок, где они жили до тех пор, пока в 2000 году Анри не унаследовал от своего отца Жана титул Великого герцога. Сам Жан жил в Фишбахе до своей смерти в 2019 году. Наследный великий герцог Гийом и наследная великая герцогиня Стефания переехали в замок Фишбах в конце 2019 года по возвращении в Люксембург из Лондона.